# 미국 건축가 협회
미국 건축가 협회(영어: American Institute of Architects)는 미국의 건축가 협회이다. 미국 워싱턴 D.C.에 본사를 두고 있으며 교육 및 지역사회 재개발, 공공 지원 프로그램을 제공하고 설계 및 건설 산업의 다른 이해관계자들과 협력하는 활동을 진행한다. 매년 AIA 금메달을 시상한다.